# Міністерство закордонних справ (Фінляндія)
Міністерство закордонних справ (МЗС) є міністерством уряду Фінляндії, яке відповідає за підготовку та реалізацію зовнішньої політики уряду.

## Організація
Загальний бюджет міністерства на 2017 рік становить 1,079 мільярда євро, з яких 675 мільйонів буде витрачено на співпрацю з метою розвитку та 248 мільйонів євро на операційні витрати міністерства. Утримання сил з врегулювання криз обійдеться в 50 мільйонів євро, а цивільного персоналу — в 15 мільйонів.
У ньому працюють 1420 осіб (з них приблизно 74 % жінки), а також 980 місцевих співробітників, а також 89 офісів за кордоном, де розташовані іноземні місії. З 1987 року міністерство було зосереджено в районі Катаянокка в Гельсінкі.
Два міністри в нинішньому уряді Санни Марін мають портфелі, пов'язані з міністерством:
- Міністр закордонних справ, який здійснює загальний політичний контроль за міністерством
- Міністр зовнішньої торгівлі та розвитку

Найвищим державним службовцем є Державний секретар, якому допомагають чотири заступники Державного секретаря з наступним розподілом обов'язків:
- Адміністративно-правові та протокольні питання
- Зовнішня політика та політика безпеки, комунікація та культура
- Зовнішньоекономічні відносини
- Міжнародне співробітництво та політика розвитку

Міністерство поділяється на дванадцять відділів:
- Політвідділ
- Відділ зовнішньоекономічних зв'язків
- Департамент політики розвитку
- Відділ для Європи
- Відділ Росії, Східної Європи та Центральної Азії;
- Відділ Америки та Азії;
- Відділ Африки та Близького Сходу.
- Департамент глобальних питань
- Юридичний відділ
- Відділ з адміністративної роботи
- Відділ зв'язку та культури
- Протокольний відділ

## Чинні міністри
Міністрами станом на 6 червня 2019 року є:
- Міністр закордонних та європейських справ — Пекка Хаавісто
- Міністр зовнішньої торгівлі та розвитку — Вілле Скіннарі

Чинним держсекретарем Міністерства закордонних справ є Матті Антонен.